# 金錢怪獸
《金錢怪獸》是一部2016年美國劇情驚悚片，由茱蒂·佛斯特執導，艾倫·迪·菲奧雷、傑米·林頓和吉姆·考夫編劇，並由喬治·克隆尼、茱莉亞·羅勃茲和傑克·歐康納領銜主演。該片講述一名電視台的財經專家李·蓋茲（克隆尼飾演），在一次主持節目時遭投資失利的觀眾凱爾（歐康納飾演）挾持並質問。
該片的製作計劃於2012年2月首度公開，佛斯特於同年10月簽約執導，為此她學習了金融界和電視製作等領域的知識。兩位主演克隆尼與羅勃茲在2014年加入劇組。《金錢怪獸》的主體拍攝於2015年2月27日在美國紐約開始，拍攝地點包含考夫曼·阿斯托里亞製片廠、華爾街、聯邦國家紀念堂、威廉街及百老街等地。
《金錢怪獸》於2016年5月12日在第69屆坎城影展上首映，並於5月13日由索尼影視娛樂旗下的三星影業在美國發行。《金錢怪獸》收穫外界褒貶不一的評價，影評人主要稱讚主演克隆尼與羅勃茲的表現，而部分影評人則批評該片的劇本有瑕疵。《金錢怪獸》的全球票房收入逾9,320萬美元，而其製片預算則是2,700萬美元。該片的DVD及藍光光碟於2016年9月6日發布。

## 劇情
李·蓋茲是一名知名的電視台財經專家，主持著節目《金錢怪獸》。在最新一集開播前，艾比斯資本（IBIS）的股票因不明原因大跌，造成投資者的8億美元人間蒸發，公司對外宣稱是交易演算法出了問題。李試圖讓艾比斯的執行長華特·坎比出面接受有關該次事件的採訪，未料坎比人已離國，去瑞士日內瓦出差。
在節目剛播出後，一名偽裝成送貨員的男子混入現場，持槍挾持了李，並要他穿上裝滿炸藥的背心。男子名叫凱爾，先前他看到李在節目中大大讚揚艾比斯的股票，於是投資了6萬美元（他的所有積蓄），結果和其他投資人一樣血本無歸。凱爾聲稱他若沒得到答案就會引爆炸彈，警方接獲通知後，發現炸彈的接收器位在李腎臟的位置上。警方部屬了狙擊手，打算先射壞李身上的接收器，接著射殺凱爾。
在節目的導演派蒂·芬恩的幫助下，李試圖安撫凱爾，並協助他找到坎比。李和艾比斯的傳訊官黛安·萊斯特雙雙提出賠償凱爾經濟損失的提議，凱爾依舊不滿意。黛安一再強調，這起事件之所以會發生，都是因為演算法出錯，但凱爾不接受這個答案。黛安自己也不太相信這個答案，便去找設計演算法的人。演算法的設計者堅稱，演算法不可能出錯，除非有人為操縱。
李呼籲《金錢怪獸》的觀眾提供援助——大量投資艾比斯的股票，使股票上漲，讓那些投資者能賺回在該次事件中失去的錢，但成果並不佳。紐約市的警方找到了凱爾懷有身孕的女友莫莉，讓她透過視頻與凱爾談話。當她知道凱爾將錢都拿去投資時，惡狠狠的斥責了凱爾一頓。李對凱爾表達了遺憾之意，答應協助他找尋答案。
坎比回國後，黛安翻閱了他的護照，發現他去了南非，而非日內瓦。有了這個線索及坎比手機中的簡訊，派蒂與《金錢怪獸》的劇組聯繫一群冰島的駭客來調查。這時警方的狙擊手開槍試圖射壞李身上的接收器，但李為了讓凱爾不會被射死而臥倒，讓狙擊失敗。已經變成共患難關係的李和凱爾決定前往聯邦國家紀念堂找坎比，並帶著一名攝影師藍尼一路直播。一路上有一大群警察及看熱鬧的群眾，造成凱爾過度緊張而射傷了前來將耳機遞給李的節目製作人朗·史普雷徹。凱爾和李抵達聯邦國家紀念堂，並以駭客取得的證據質問坎比。
事實證明，坎比賄賂了南非礦工公會，計劃讓艾比斯在礦工集體罷工時用8億美元買下鉑的開採權——罷工使礦場的股票下跌，讓坎比得以用極低的價格買下開採權，等礦場再次開工後，艾比斯就能得到數十億美元的利潤，礦場所有者的股票也會大漲。但在成功收購後，坎比試圖賄賂公會的領導人曼波停止罷工，結果遭曼波回絕，導致艾比斯的股票下跌。
儘管證據確鑿，坎比仍堅決否認。凱爾將裝有炸藥的背心從李身上脫下，改套到坎比身上，坎比只好在現場直播中承認自己的罪行。凱爾得到了令他滿意的回答，於是將遙控器扔掉，警方狙擊手隨即開火，凱爾中彈斃命。事後，美國證券交易委員會宣布將對艾比斯進行調查，而坎比則遭控違反海外反腐敗法。李和派蒂見面時聊到朗的傷勢，說他會好轉的。

## 演員

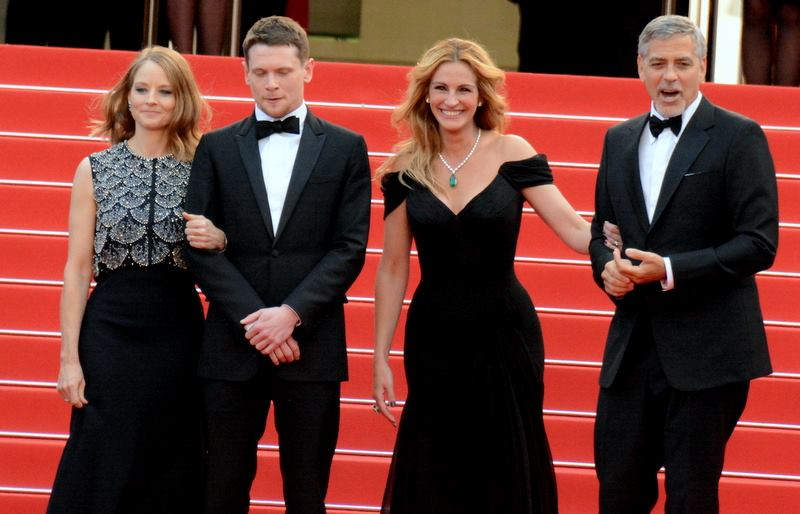
由左至右：導演茱蒂·佛斯特及主演傑克·歐康納、茱莉亞·羅勃茲與喬治·克隆尼出席於第69屆坎城影展上。

- 喬治·克隆尼飾演李·蓋茲（Lee Gates），知名的電視台財經專家，節目《金錢怪獸》的主持人。

製片人丹尼爾·杜別奇與拉拉·阿拉米丁打從拿到劇本開始，就認定這個角色的演員非克隆尼莫屬。克隆尼對於蓋茲的角色設計表達了許多意見，以跳舞進場的點子也是他提出的。另外，導演茱蒂·佛斯特在2016年對外澄清，李·蓋茲這個角色與消費者新聞與財經頻道（CNBC）節目《瘋錢》的主持人吉姆·克萊莫並沒有關係。佛斯特表示，她幾年前讀《金錢怪獸》的劇本時，根本就不認識克萊莫，更沒有拿他來當做角色的參考對象，且蓋茲是個老派風格的角色，這點和克萊莫也相當不同。
- 茱莉亞·羅勃茲飾演派蒂·芬恩（Patty Fenn），節目《金錢怪獸》的導演兼製作人[8]。

在克隆尼加入後，劇組開始找尋派蒂的演員。他們找上曾在《瞞天過海》系列電影與克隆尼有合作經驗的羅勃茲，很看好兩人互動的效果。角色方面，佛斯特形容派蒂是片中最勇敢的角色，「她做了警察做不到的事」。編劇傑米·林頓則表示，「派蒂是李耳中的天使，從某方面來說也是他的道德指南」。
- 傑克·歐康納飾演凱爾·比德韋爾（Kyle Budwell），工作存錢的普通人，聽從李的建議，砸下所有積蓄去投資，但最終投資的錢有去無回。

為了這個角色，導演佛斯特讓數百個二十幾歲的演員試鏡。佛斯特起初擔心歐康納太過年輕，後來發現他既可以威嚇逼人，也可以顯得純樸和令人喜愛，因此選上了他。該片是歐康納首部在美國拍的電影作品。為了準備角色，歐康納在布魯克林和消防員一同到處閒逛，聽他們濃重的口音。他沒有花那麼多時間去研究股市，並表示他從未接觸過這些東西。
- 多明尼克·魏斯特飾演華特·坎比（Walt Camby），艾比斯資本（IBIS）的執行長（CEO）[12]。

- 凱特瑞納·巴爾夫（英语：Caitriona Balfe）飾演黛安·萊斯特（Diane Lester），艾比斯的傳訊官[13]。

- 克里斯多夫·丹漢（英语：Christopher Denham）飾演朗·史普雷徹（Ron Sprecher），節目《金錢怪獸》的製作人[14]。

- 吉安卡洛·伊坡托飾演馬克斯·鮑威爾隊長（Captain Marcus Powell），策畫營救計劃的警員之一。

- 克里斯·鮑爾飾演尼爾森中尉（Lieutenant Nelson），策畫營救計劃的警員之一。

- 格蘭·羅森邁耶飾演戴夫（Dave），節目《金錢怪獸》的劇組成員之一。

此外，凱爾懷有身孕的女友莫莉（Molly）由艾蜜莉·米德飾演。韓裔演員艾倫·柳在片中飾演交易演算法的設計者。在片中領導南非礦工罷工的角色曼波（Mambo）由南非演員馬卡哈歐拉·奈戴波（Makhaola Ndebele）詮釋。藍尼·凡尼托在片中飾演節目《金錢怪獸》的攝影師藍尼（Lenny），而政治評論家堅克·維吾爾則以本尊身份出鏡。

## 製作

### 發展
本片的劇本最初由艾倫·迪·菲奧雷與吉姆·考夫撰寫，並由製片人丹尼爾·杜別奇取得。2012年2月7日，《金錢怪獸》隨著杜別奇的製片公司The Allegiance Theater成立的消息一同公開，該片也是該公司製作的首部電影。同年10月11日，據報導，該片將由茱蒂·佛斯特導演，為佛斯特的第4部導演作品，並計畫於2013年初開拍。2014年5月8日，據《TheWrap》獨家報導，喬治·克隆尼正在協商擔任主演，克隆尼曾主演過杜別奇監製的《型男飛行日誌》。7月底，克隆尼正式加入劇組，《金錢怪獸》將在克隆尼拍完柯恩兄弟執導的電影《凱薩萬歲！》後開拍。本片的預算預定為3000萬美元，電影發行權由三星影業購得。傑米·林頓改寫了原始劇本。
2014年11月14日，《TheWrap》報導，傑克·歐康納與茱莉亞·羅勃茲正與片商討論參演一事。凱特瑞納·巴爾夫於2015年1月29日簽約出演該片，飾演片中股票大跌的公司的傳訊官。2015年2月25日，據報導，多明尼克·魏斯特將詮釋公司的CEO。克里斯多夫·丹漢於同年3月4日加入劇組，飾演節目的製作人朗。同月中旬，藍尼·凡尼托簽約飾演片中的攝影師藍尼。2015年8月，索尼影視娛樂宣布，《金錢怪獸》將於2016年4月8日在美國上映，但後來被推遲至2016年5月13日。
為了拍攝本片，佛斯特對本片的相關領域做了全面的研究，她與对冲基金經紀人、破產者、交易者和普通的投資客會面。她也向CBS的幕後團隊學習電視直播節目的技巧。製片人杜別奇與拉拉·阿拉米丁也請教財務顧問，學習時下华尔街的算法交易。佛斯特向《財富雜誌》表示，該片並不是為了抨擊資本主義：「我們不是要說這個體制是錯的。我們要陳述的是這個建立於人類本性的體制有著弊端。」她稱凱爾本來是一個「沒有做錯事」的人，因為「被欺騙」所以怒而犯案，這種故事在多年前會被視為諷刺劇，但對現今2010年代的觀眾而言是符合情理的，因為現實中已有種種案例。

### 拍攝
《金錢怪獸》的主體拍攝始於2015年2月27日，地點位在美國紐約。電視台的內景在曼哈頓的CBS設施拍攝。克隆尼於3月1日被目擊到在紐約皇后區的考夫曼·阿斯托里亞製片廠拍片。2015年4月8日，劇組在曼哈頓金融區的華爾街取景，為期15天。在華爾街拍攝時，劇組動用了警察、急救單位和直升機來協助拍片。片中的高潮橋段在華爾街的聯邦國家紀念堂拍攝，為期4個週末，美術設計師凱文·湯普森（Kevin Thompson）表示：「李與凱爾走在這些新古典主義的建築間，象徵著他們遠離攝影棚的高科技，回到過去的時代。」拍攝期間，紐約市遭逢寒流，使氣溫降到極低。重拍作業於2016年1月在紐約的威廉街及百老街進行。

### 配樂
2016年4月，亨利·傑克曼向導演佛斯特推薦作曲家多明尼克·路易士（Dominic Lewis）為該片譜曲。當時離電影上映只剩一個月，路易士在3週半的期限內完成了配樂。佛斯特要的配樂是電子音樂風格，而非宏大的好萊塢電影配樂。在第一週，路易士試做一些音樂片段當作實驗，隨後和佛斯特開了一場音效會議（Spotting Session）。佛斯特針對音樂片段給予回應，路易士便據此完成配樂。配樂中融入了一些和錢有關的聲音，例如賭場裡牌局籌碼碰撞作響的聲音，以及華爾街的開盤鈴（opening bell）。
除了由路易士譜寫的原創配樂外，片中還出現了迪米崔·迪歐肯的《Electrocution Sequence》、葛拉姆·李維的《Crash》、Got a Girl的《Da Da Da》、費里曼·戴維斯的《Sweet Georgia Brown》及Dan the Automator的《What Makes The World Go Round》等歌曲。《金錢怪獸》的原聲帶於2016年5月6日由索尼古典唱片發行。
| 曲目列表 | 曲目列表             | 曲目列表 |
| 曲序     | 曲目                 | 时长     |
| -------- | -------------------- | -------- |
| 1.       | Opening Bell         | 2:40     |
| 2.       | Bear Market          | 1:30     |
| 3.       | Initial Claims       | 1:13     |
| 4.       | Triple Buy           | 4:46     |
| 5.       | Molly                | 3:42     |
| 6.       | Human Error          | 2:00     |
| 7.       | Hostile Takeover     | 5:13     |
| 8.       | Outside World        | 5:06     |
| 9.       | Rallying Market      | 2:24     |
| 10.      | High Frequency Fraud | 3:11     |
| 11.      | Market Crash         | 2:12     |
| 12.      | Closing Bell         | 1:33     |
| 13.      | Global Players       | 3:39     |
| 总时长： | 总时长：             | 39:08    |

## 上映
電影的首支官方預告片於2016年1月12日釋出。2016年5月12日，該片以「非競賽片」的資格在第69屆坎城影展上首映，並在播畢後獲全場觀眾起立鼓掌4分鐘。《金錢怪獸》為主演茱莉亞·羅勃茲首部在坎城影展上首映的作品。首映隔天的2016年5月13日，本片便於美國院線上映。美國電影協會（MPAA）以片中有「大量髒話、一些性愛場面及短暫的暴力場面」為由將電影評為R級，意味著17歲以下觀眾需要有家長或成年監護人陪同才能觀看。

## 反響

### 評價

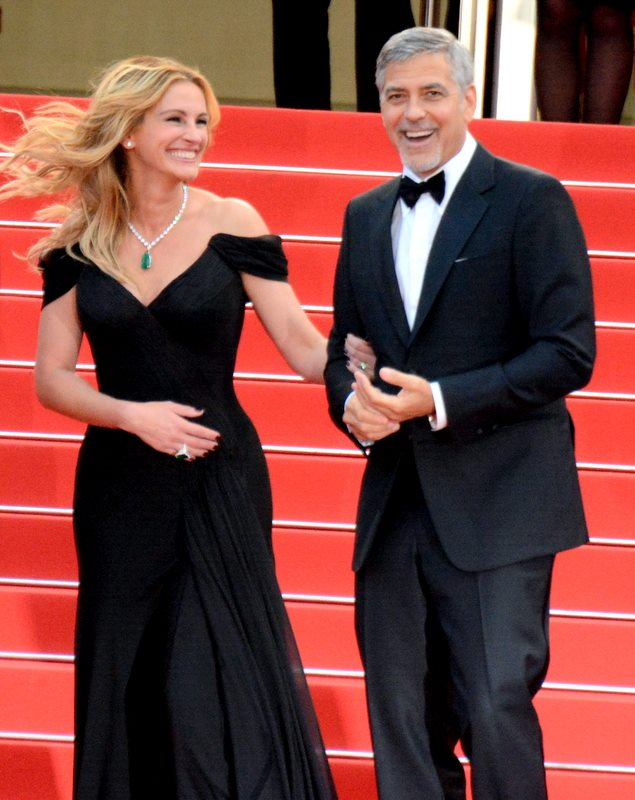
主演茱莉亞·羅勃茲與喬治·克隆尼在第69屆坎城影展上推廣該片。兩人在片中的表現廣受影評人的讚譽。

《金錢怪獸》收穫了影評人褒貶不一的評價。影評匯總網站爛蕃茄上收集的245篇專業影評文章中，有140篇給予該片「新鮮」的正面評價，「新鮮度」為57%，平均得分5.9分（滿分10分），該網站對電影的共識性評價寫道「《金錢怪獸》強大的演員陣容和紮實描寫社會經濟憤怒浪潮的劇本，足以彌補對強大主題偶爾的糊塗表現」，而Metacritic則根據44篇評論文章，其中25篇予以好評，4篇差評，15篇褒貶不一，給出平均分55（滿分100），綜合結果為「褒貶不一或普通評價」。據CinemaScore進行的調查，觀眾的平均評價於A+至F間落於「B+」。
《芝加哥太陽報》的理察·羅珀給出了3.5顆星（滿分4顆）的好評，指出若觀眾接受本片的設定，電影將「時而趣味十足，時而合情合理地讓人感到緊張」。羅珀希望克魯尼與羅勃茲有更多直接的對手戲，但也寫道：「即使僅透過無線技術遠端聯繫，兩人之間仍激盪出了火花。」《紐約時報》的A·O·史考特在他的評論中寫道「你不一定會在片中學到有關電視或鉅額融資的作業流程，但你將透過羅勃茲與克隆尼既老練又充滿魅力的搭檔演出，享受彷彿得到啟蒙的錯覺」。《綜藝》雜誌的安德魯·巴克（Andrew Barker）亦稱讚了羅勃茲與克隆尼的表現，但認為劇情極其荒謬。《BuzzFeed》的影評人艾莉森·威爾摩爾（Alison Willmore）認為，莫莉與凱爾在警方安排下交談的橋段是全片中最棒的部分。
反之，《好萊塢報導》的陶德·麥卡錫稱《金錢怪獸》是一部「有關不平凡（extraordinary）情況的平凡（ordinary）電影」，並指出電影的劇本有部分缺陷。《基督科學箴言報》的彼得·雷納（Peter Rainer）給予該片「C+」的分數，並指出導演及編劇試圖將片中一個小小的懸疑橋段硬扯到公司腐敗與華爾街的資本主義，使該片在無意間成為一部「粗劣的仿造電影」。《洛杉磯時報》的肯尼思·圖蘭認為該片「既不有趣又比想像中還沒意義」。《新聞日報》的雷夫·高茲曼（Rafer Guzman）給出1.5顆星（滿分4顆）的負評，寫道：「電影有如C級驚悚片，劇情依賴著沒有說服力的角色行為、不太可能發生的巧合以及慢手慢腳的警察。這部片不值得投資。」

### 票房
截至下檔日，《金錢怪獸》在美國及加拿大地區共累積了4,101萬美元的票房，加上來自其他地區的5,227萬美元，全球票房共計9,328萬美元，而其製片預算則是2,700萬美元。在北美，外界估計該片將在首映週末透過3,104家電影院收穫1,000萬至1,200萬美元的票房。《金錢怪獸》透過星期四的晚場進帳了60萬美元；而首映當天則收入了500萬美元。該片的首週末票房成績為1,480萬美元，超越外界預估的數字。電影在首週末的票房排名上名列第三，次於上映第二週的《美國隊長3：英雄內戰》（7,260萬美元）及上映第五週的《與森林共舞》（1,710萬美元）。根據網站The Numbers統計，除了北美以外，該片前五大的市場分別為法國（666萬美元）、澳大利亞（525萬美元）、德國（422萬美元）、英國（393萬美元）及西班牙（302萬美元）。
在香港，該片的總票房為795萬港幣。

### 榮譽
| 類別   | 頒獎日期      | 獎項           | 獲獎或入圍者  | 結果 | 來源   |
| ------ | ------------- | -------------- | ------------- | ---- | ------ |
| 木星獎 | 2017年3月29日 | 最佳外國女演員 | 茱莉亞·羅勃茲 | 提名 | [ 56 ] |

## 家庭媒體
電影的DVD及藍光光碟於2016年9月6日發布，其中包含有刪減片段、戲幕分析及《What Makes The World Go Round》的音樂錄影帶（MV）等多則特別收錄。在美國，《金錢怪獸》的DVD於發行首週賣出50,946份，而藍光光碟則賣出35,097份。根據The Numbers的數據，該片已在家庭媒體方面收穫了約345萬美元的收益。

## 備註
1. ↑  原文：
2. ↑  原文：
3. ↑  原文：
4. ↑  原文：
5. ↑  原文：

## 腳註
除另行註明外，以下資料皆為英文。
1. ↑  . British Board of Film Classification. 2016-05-03  [2016-05-03]. （原始内容存档于2017-07-31）.
2. 1 2   (PDF). 香港電影發展局: 34. 2017-03-02  [2019-11-16]. （原始内容存档 (PDF)于2019-10-27） （中文（香港））.
3. 1 2 3 4 5  . Box Office Mojo.   [2016-05-11]. （原始内容存档于2017-07-31）.
4. 1 2 3  . Rotten Tomatoes.   [2016-09-05]. （原始内容存档于2017-09-15）.
5. ↑  Crew.  (Money Monster DVD featurette). TriStar Pictures. 2016.
6. 1 2 3  Crew.  (Money Monster DVD featurette). TriStar Pictures. 2016.
7. 1 2 3 4 5 6  Neumaier, Joe. . Fortune. 2016-05-13  [2017-08-01]. （原始内容存档于2017-08-01）.
8. 1 2  Roeper, Richard. . Chicago Sun-Times. 2016-05-12  [2017-07-31]. （原始内容存档于2017-07-31）.
9. 1 2 3 4  Coggan, Devan. . Entertainment Weekly. 2016-05-17  [2017-07-31]. （原始内容存档于2017-07-31）.
10. 1 2 3 4 5  Crew.  (Money Monster DVD featurette). TriStar Pictures. 2016.
11. 1 2 3 4  Kaufman, Amy. . Los Angeles Times. 2016-04-24  [2017-08-01]. （原始内容存档于2017-08-01）.
12. 1 2  Turan, Kenneth. . Los Angeles Times. 2016-05-12  [2017-08-02]. （原始内容存档于2017-08-02）.
13. 1 2  Barker, Andrew. . Variety. 2016-05-12  [2017-08-02]. （原始内容存档于2017-08-02）.
14. ↑  . The Irish News（英语：The Irish News）. 2016-05-27  [2017-08-03]. （原始内容存档于2016-05-28）.
15. 1 2 3  Willmore, Alison. . BuzzFeed. 2015-05-13  [2017-08-03]. （原始内容存档于2021-09-26）.
16. ↑  . Tame Times. 2016-06-09  [2017-08-03]. （原始内容存档于2017-08-03）.
17. 1 2  Pedersen, Erik. . Deadline.com. 2015-03-16  [2017-08-01]. （原始内容存档于2017-06-22）.
18. ↑  Worthington, Clint. . Consequence of Sound. 2016-05-14  [2017-08-01]. （原始内容存档于2017-08-01）.
19. ↑  Uygur, Cenk. . Twitter.   [2017-08-01]. （原始内容存档于2017-05-17）. Yes, that's me in @MoneyMonster. I had two scenes. TYT crew went to see it last night.Go check it out! #MoneyMonster"
20. 1 2  Fleming Jr, Mike. . Deadline.com. 2012-02-07  [2015-03-05]. （原始内容存档于2017-07-31）.
21. 1 2  Fleming Jr, Mike. . Deadline.com. 2012-10-11  [2015-03-05]. （原始内容存档于2017-07-31）.
22. ↑  Ford, Rebecca. . The Hollywood Reporter. 2016-05-06  [2017-08-03]. （原始内容存档于2017-09-11）.
23. ↑  Sneider, Jeff. . TheWrap. 2014-05-08  [2015-03-05]. （原始内容存档于2021-04-20）.
24. 1 2 3  Fleming Jr, Mike. . Deadline.com. 2014-07-25  [2015-03-05]. （原始内容存档于2017-06-21）.
25. 1 2  Sneider, Jeff. . TheWrap. 2014-11-14  [2014-11-17]. （原始内容存档于2017-09-05）.
26. ↑  Kit, Borys. . The Hollywood Reporter. 2015-01-29  [2015-02-26]. （原始内容存档于2017-07-31）.
27. ↑  Fleming Jr, Mike. . Deadline.com. 2015-02-25  [2015-02-26]. （原始内容存档于2017-10-12）.
28. ↑  Kit, Borys. . The Hollywood Reporter. 2015-03-04  [2015-03-05]. （原始内容存档于2017-07-31）.
29. ↑  Kroll, Justin. . Variety. 2015-08-05  [2015-09-21]. （原始内容存档于2017-06-23）.
30. ↑  . On Location Vacations. 2015-02-27  [2015-02-28]. （原始内容存档于2017-06-06）.
31. ↑  Brown, Laurel. . Daily Mail. 2015-02-27  [2015-02-28]. （原始内容存档于2021-04-20）.
32. ↑  . ProjectCasting.com. 2015-02-25  [2015-02-28]. （原始内容存档于2017-07-31）.
33. ↑  Mizoguchi, Karen. . Daily Mail. 2015-03-02  [2015-03-05]. （原始内容存档于2021-04-20）.
34. 1 2  Plagianos, Irene. . DNAinfo.com. 2015-03-05  [2015-03-05]. （原始内容存档于2017-07-31）.
35. ↑  . On Location Vacations. 2016-01-19  [2016-01-26]. （原始内容存档于2017-07-31）.
36. 1 2 3 4 5 6  Galas, Marj. . Variety. 2016-06-16  [2017-08-01]. （原始内容存档于2017-08-01）.
37. ↑  . What-Song.com.   [2017-08-01]. （原始内容存档于2016-09-19）.
38. ↑  . Tunefind.com.   [2017-08-01]. （原始内容存档于2019-07-01）.
39. ↑  . lyricsoundtrack.com.   [2017-08-01]. （原始内容存档于2017-08-01）.
40. ↑  . Soundtrack.Net（英语：Soundtrack.Net）.   [2017-08-01]. （原始内容存档于2017-08-01）.
41. ↑  . Madison Gate Records（英语：Madison Gate Records）.   [2017-08-01]. （原始内容存档于2017-08-01）.
42. ↑  . AllMusic.   [2017-08-01]. （原始内容存档于2017-08-01）.
43. ↑  McNary, Dave. . Variety. 2016-01-12  [2017-07-31]. （原始内容存档于2017-06-28）.
44. ↑  . IndieWire. 2016-04-14  [2016-04-14]. （原始内容存档于2017-07-28）.
45. 1 2  Gardner, Chris. . The Hollywood Reporter. 2015-05-12  [2017-08-01]. （原始内容存档于2017-08-09）.
46. ↑  . Metacritic.   [2016-06-04]. （原始内容存档于2017-02-24）.
47. 1 2  Busch, Anita. . Deadline.com. 2016-05-16  [2017-08-01]. （原始内容存档于2017-07-31）.
48. ↑  Scott, A.O. . The New York Times. 2016-05-12  [2017-08-02]. （原始内容存档于2017-08-02）.
49. ↑  McCarthy, Todd. . The Hollywood Reporter. 2016-05-12  [2017-08-01]. （原始内容存档于2017-08-01）.
50. ↑  Rainer, Peter. . Christian Science Monitor. 2016-05-13  [2017-08-01]. （原始内容存档于2017-09-11）.
51. ↑  Guzman, Rafer. . Newsday. 2016-05-12  [2017-08-02]. （原始内容存档于2017-08-02）.
52. ↑  D'Alessandro, Anthony. . Deadline.com. 2016-05-09  [2016-05-10]. （原始内容存档于2017-09-11）.
53. ↑  Busch, Anita. . Deadline.com. 2016-05-16  [2017-07-31]. （原始内容存档于2017-08-08）.
54. ↑  Doty, Meriah. . TheWrap. 2016-05-15  [2017-08-02]. （原始内容存档于2017-08-26）.
55. ↑  . The Numbers.   [2017-10-04]. （原始内容存档于2017-10-04）.
56. ↑  . Jupiter Awards.   [2016-12-26]. （原始内容存档于2017-01-20）.
57. ↑  . DVDsReleaseDates.com.   [2017-07-31]. （原始内容存档于2017-07-31）.
58. ↑   (back cover). TriStar Pictures. 2016-09-06.
59. 1 2  . The Numbers.   [2017-09-17]. （原始内容存档于2017-10-04）.

## 外部連結
- 官方网站
- 互联网电影数据库（IMDb）上《金錢怪獸》的资料（英文）
- 爛番茄上《金錢怪獸》的資料（英文）
- 豆瓣电影上《金錢怪獸》的資料 （简体中文）
- Metacritic上《金錢怪獸》的資料（英文）
- Box Office Mojo上《金錢怪獸》的資料（英文）
- AllMovie上《金錢怪獸》的资料（英文）
- TCM电影资料库上《金錢怪獸》的资料（英文）